# Man Vs. Machine
Man Vs. Machine – czwarty studyjny album Xzibita wydany 1 października 2002 roku. Album zadebiutował na 3. miejscu listy Billboard 200 ze sprzedażą ponad 156,000 egzemplarzy w pierwszym tygodniu. Album uzyskał status złotej płyty ze sprzedażą ponad 500,000 kopii.
Gościnnie na albumie występują między innymi tacy artyści jak Dr. Dre, Snoop Dogg, Eminem, M.O.P, czy Nate Dogg.

## Lista utworów

### Dysk 1
| #   | Tytuł                             | Producent     | Występy gościnnie         | Czas |
| --- | --------------------------------- | ------------- | ------------------------- | ---- |
| 1.  | Release Date                      | Rockwilder    |                           | 4:04 |
| 2.  | Symphony in X Major               | Rick Rock     | Dr. Dre                   | 3:55 |
| 3.  | Multiply                          | Denaun Porter | Nate Dogg                 | 4:11 |
| 4.  | Break Yourself                    | Rick Rock     | Ras Kass                  | 3:11 |
| 5.  | Heart of Man                      | Jelly Roll    | Jelly Roll                | 4:07 |
| 6.  | Harder                            | Jelly Roll    | The Golden State Project  | 4:11 |
| 7.  | Paul (skit)                       |               | Paul Rosenberg            | 0:27 |
| 8.  | Choke Me, Spank Me (Pull My Hair) | Dr. Dre       | Traci Nelson              | 3:28 |
| 9.  | Losin' Your Mind                  | Dr. Dre       | Snoop Dogg                | 4:17 |
| 10. | BK To LA                          | Ty Fyffe      | M.O.P.                    | 4:57 |
| 11. | My Name                           | Eminem        | Eminem & Nate Dogg        | 4:32 |
| 12. | The Gambler                       | Bink!         | Anthony Hamilton          | 4:55 |
| 13. | Missin' U                         | Rick Rock     | Andre "Dre Boogie" Wilson | 5:21 |
| 14. | Right On                          | Erick Sermon  |                           | 3:29 |
| 15. | Bitch Ass Niggas (skit)           |               | Eddie Griffin             | 1:43 |
| 16. | Enemies                           | J-Beats       |                           | 5:00 |

### Dysk 2 (tylko bonus edycja)
| #  | Tytuł                  | Producent  | Występy gościnnie | Czas |
| -- | ---------------------- | ---------- | ----------------- | ---- |
| 1. | My Life, My World      | Bink!      | Traci Nelson      | 3:49 |
| 2. | What a Mess            | DJ Premier |                   | 3:32 |
| 3. | (Hit U) Where It Hurts | Rockwilder |                   | 2:59 |